# ジョン・バリー・マッケンジー
ジョン・バリー・マッケンジー（John Barry McKenzie、1941年8月16日 - ）は、カナダ連邦オンタリオ州トロント出身のプロアイスホッケー選手。

## 経歴
ブリティッシュコロンビア大学を卒業後、カナダ代表に選出され5シーズンプレー、1964年のインスブルックオリンピック、1968年のグルノーブルオリンピックオリンピック及び1965年から1967年まで3年間連続でアイスホッケー世界選手権に出場した。
1968-69シーズンにはNHLのミネソタ・ノーススターズにも所属し、6試合出場しているがシーズンの大部分はマイナーチームであるメンフィス・スターズに所属した。
日本アイスホッケーリーグの西武鉄道アイスホッケー部でも第10回（1975-76年）から第12回（1977-78年）選手、コーチとして所属した。
1999年に国際アイスホッケー連盟の殿堂入りを果たした。